# Лортало (Новара)
Лортало је насеље у Италији у округу Новара, региону Пијемонт.
Према процени из 2011. у насељу је живело 75 становника. Насеље се налази на надморској висини од 472 м.